# دوک‌نشین لوکا
دوک‌نشین لوکا دولتی ایتالیایی از ۱۸۱۵ تا ۱۸۴۷ میلادی بود که پایتخت آن در شهر لوکا قرار داشت.
این دوک‌نشین در ۱۸۱۵ میلادی به موجب کنگره وین ایجاد شد. این ناحیه به این دلیل ایجاد شد که جبرانی برای خاندان بوربون-پارما باشد که قلمرو سابق آن‌ها یعنی دوک‌نشین پارما به ماری لوئیز، دوشس پارما واگذار شده بود.